# Amyttacta farrelli
Amyttacta farrelli is een rechtvleugelig insect uit de familie sabelsprinkhanen (Tettigoniidae). De wetenschappelijke naam van deze soort is voor het eerst geldig gepubliceerd in 2008 door Naskrecki, Bazelet & Spearman.
1. ↑  (en) Amyttacta farrelli op de IUCN Red List of Threatened Species.